# 페이스타임
페이스타임(FaceTime)은 애플이 개발한 영상 통화 소프트웨어 제품이자 관련 통신 규약을 이야기하며, iOS를 구동하는 모바일 장치 중 지원하는 기기와 맥 OS X 스노 레퍼드 이상의 버전을 구동하는 매킨토시 컴퓨터에서 지원된다. 페이스타임은 전면 카메라가 있는 모든 iOS 기기 (즉, 아이폰 4 이후로 발매된 모든 iOS 기기) 상과 웹캠, 특히 페이스타임 카메라(FaceTime Camera, 이전의 아이사이트 카메라) 가 장착된 매킨토시 컴퓨터에서 지원된다.

## 역사
전 애플 CEO 스티브 잡스는 2010년 6월 7일 아이폰 4와 함께 2010 애플 세계 개발자 회의에서 페이스타임을 발표하였다. 아이팟 터치 4세대(카메라가 장착된 아이팟 터치의 첫 모델)에 대한 지원이 2010년 9월 8일 기기 발표와 함께 발표되었다.
애플은 페이스타임 커뮤니케이션스로부터 페이스타임이라는 이름을 사들였고, 그 회사는 이름을 Actiance로 변경하였다.

## 적용
페이스타임은 아이폰 4, 아이팟 터치 4세대, 아이패드 2세대나 OS X이 설치된 컴퓨터에서 다른 비슷한 기기로 연결함으로써 동작한다. 이전 세대의 아이폰과 아이팟 터치는 현재 지원되지 않는데, 아이폰 3G와 아이폰 3GS의 사용자들은 사파리의 주소창에서 facetime:// 을 입력함으로써 페이스타임 통화로 보이는 것을 실행시킬 수는 있지만, 성공적으로 동작하지는 않는다. 페이스타임은 애플의 기기가 아닌 기기에서도 웹 사이트를 이용해 페이스타임을 할 수 있다.

## 표준
페이스타임 프로토콜은 수많은 개방형 산업 표준에 기반을 두지만 다른 화상통화 시스템과 상호 운용되지는 않는다:
- H.264, AAC-ELD – 각각 영상/음성 코덱
- SIP – IETF 시그널링 프로토콜 (VoIP)
- STUN, TURN, ICE – 방화벽 및 NAT
- RTP, SRTP – VoIP에 대해 실시간으로 암호화된 미디어 스트림을 전달하기 위한 표준.